# راس شعبةحجنة (ذي السفال)

تعديل مصدري - تعديل

راس شعبةحجنة محلة تابعة لقرية حيبان، التابعة لعزلة بني عبد الله بمديرية ذي السفال إحدى مديريات محافظة إب في الجمهورية اليمنية، بلغ تعداد سكانها 69 حسب تعداد اليمن لعام 2004.